# پیتر جی. تیلور
پیتر جی. تیلور (انگلیسی: Peter J. Taylor؛ زادهٔ ۲۱ نوامبر ۱۹۴۴) جغرافی‌دان، و استاد دانشگاه اهل بریتانیا است. از سال ۲۰۱۰، او در دانشگاه نورثومبریا کار کرده‌است. او یکی از بنیانگذاران مجله جغرافیای سیاسی است و بنیانگذار و مدیر شبکه تحقیقاتی جهانی شدن و شهرهای جهان و نویسنده بیش از ۳۰۰ مقاله است که بیش از ۶۰ مقاله از آن‌ها به زبان‌های دیگر ترجمه شده‌اند.
وی همچنین برندهٔ جوایزی همچون عضو آکادمی بریتانیا شده‌است.